# Janice Atkinson
Janice Ann Atkinson (ur. 31 sierpnia 1962 w Londynie) – brytyjska polityk i przedsiębiorca, posłanka do Parlamentu Europejskiego VIII kadencji.

## Życiorys
Z zawodu przedsiębiorca, zajęła się prowadzeniem własnej działalności gospodarczej głównie w branży marketingowej. Była członkinią Partii Konserwatywnej. W trakcie kampanii wyborczej w 2005 działała jako regionalny oficer prasowy torysów, a w wyborach w 2010 bez powodzenia kandydowała do Izby Gmin (nosząc wówczas jeszcze nazwisko Small).
Wkrótce przeszła do Partii Niepodległości Zjednoczonego Królestwa. W wyborach europejskich w 2014 z ramienia UKIP uzyskała mandat eurodeputowanej VIII kadencji. W 2015 została wykluczona ze swojego ugrupowania.